# Премія «За духовне відродження» (Білорусь)
Премія «За духовне відродження» — державна премія Республіки Білорусь.

## Історія
Премія «За духовне відродження» заснована Указом Президента Республіки Білорусь від 5 січня 1997 р. N 20.

## Порядок присудження
Щорічно за видатні твори літератури і мистецтва, активну подвижницьку діяльність в гуманітарній області, спрямовану на розвиток прогресивних художньо-моральних традицій, сприяють утвердженню духовних цінностей, ідей дружби і братерства між людьми різних національностей і віросповідань присуджується 5 премій. На здобуття премії висуваються діячі культури, мистецтва, літератури, архітектури, освіти, науки, представники засобів масової інформації, священнослужителі, громадські діячі, а також авторські, творчі та інші колективи. Роботи здобувачів премії мають бути оприлюднені (публічно показані, виконані, опубліковані або введені в експлуатацію) протягом двох років до закінчення терміну висування (до 1 жовтня року, за який присуджується премія). Премія присуджується указом Президента Республіки Білорусь і вручається Президентом Республіки Білорусь або уповноваженою ним посадовою особою 7 січня, у день Різдва Христового.

## Вручення премії «За духовне відродження»
Лауреату премії вручається диплом лауреата премії і грошова винагорода у розмірі 350 базових величин. При присудженні премії авторському, творчому чи іншому колективу працівників виплачується один розмір премії на весь колектив. При присудженні премії авторському колективу дипломи лауреата премії вручаються всім членам цього колективу.